# Palestina 194
Palestina 194 es el nombre dado a una campaña diplomática iniciada por la Autoridad Nacional Palestina y continuada por el ahora Estado de Palestina que busca obtener para este último el estatus de miembro pleno en la Organización de las Naciones Unidas.
El nombre de la campaña alude al hecho de que, de tener éxito, Palestina se convertiría en el 194° miembro de la ONU. La campaña es parte de una estrategia diseñada para obtener reconocimiento internacional para el Estado de Palestina basado en las fronteras de 1967, con Jerusalén Este como su capital. La iniciativa se gestó durante los dos años de impasse en la negociación con Israel que siguió al posterior rechazo de éste a detener sus actividades de construcción de asentamientos en Cisjordania. La campaña se conoció en los medios a fines de 2009, pero ganó resonancia durante la 66° Sesión de la Asamblea General de la ONU en septiembre de 2011. El presidente Palestino Mahmoud Abbas sometió a consideración una solicitud al entonces Secretario General de la ONU Ban Ki-moon el 23 de septiembre de 2011, la cual no ha sido votada en el Consejo de Seguridad. En septiembre de 2012, la Autoridad Nacional Palestina anunció la presentación de un borrador de resolución para que Palestina obtenga el status de "Estado Observador No Miembro" (el mismo del que goza el Estado Vaticano), la cual fue finalmente aprobada por la Asamblea General el 29 de noviembre de 2012.